# گنجشک سرخ (رمان)
گنجشک سرخ (انگلیسی: Red Sparrow) رمانی مهیج معمایی نوشتهٔ جیسون متیوز است که توسط انتشارات پسران چارلز اسکریبنر در ۲۰۱۳ منتشر شد.